# As-Si’in
As-Si’in (arab. السعن) – miasto w Syrii, w muhafazie Hama. W 2004 roku liczyło 3360 mieszkańców.
Siedziba poddystryktu As-Si’in.